# Elattoneura frenulata
Elattoneura frenulata – gatunek ważki z rodziny pióronogowatych (Platycnemididae). Endemit południowej części Południowej Afryki (RPA).
Imago lata od listopada do końca maja. Długość ciała 33–35 mm. Długość tylnego skrzydła 18,5 mm.